# Pro Deo et fratribus - Famiglia di Maria
La Pro Deo et fratribus - Famiglia di Maria (sigla P.D.F.-F.M.) è un'associazione internazionale di fedeli di diritto pontificio.

## Storia
La pia unione "Pro fratribus" fu fondata nel 1968 a Sessa Aurunca dal vescovo gesuita slovacco Pavol Hnilica per promuovere il sostegno alla Chiesa perseguitata nei paesi del blocco orientale.
Nel 1993 ottenne il riconoscimento canonico nella diocesi di Rožňava e assunse il nome di "Pro Deo et fratribus - Famiglia di Maria".
Il Pontificio consiglio per i laici riconobbe "Pro Deo et fratribus - Famiglia di Maria" come associazione internazionale di fedeli di diritto pontificio il 25 marzo 1995.

## Attività e diffusione
L'associazione promuove la nuova evangelizzazione e le opere pastorali e caritative in favore delle comunità cattoliche più povere dei territori dell'ex Unione Sovietica; pubblica il bollettino mensile Trionfo del Cuore.
È costituita da: "membri dedicati", che si impegnano a vivere in povertà, obbedienza e castità (impegno privato emesso sotto forma di consacrazione al Cuore Immacolato di Maria) e, per quanto possibile, a condurre vita fraterna in comunità; "membri ordinari", che partecipano alle attività dell'associazione e ne perseguono le finalità.
L'associazione conta circa 200 membri dedicati e 500 membre ordinari ed è presente in 15 nazioni. La sede centrale dell'associazione è in via Monte Santo, a Roma.